# Verdana
Il Verdana è un carattere sans-serif altamente leggibile disegnato da Matthew Carter per la Microsoft Corporation. Il nome è stato scelto da Virginia Howlett del gruppo tipografico Microsoft, ed è costituito dall'unione di verdant (che indica qualcosa di verde, come ad esempio l'area di Seattle nello stato sempreverde ("Evergreen") di Washington) e Ana (il nome della figlia primogenita della Howlett).

## Descrizione
Ideato nel 1994 e pubblicato nel 1996, il Verdana fu dall'inizio inserito in tutte le versioni del sistema operativo Microsoft Windows, come pure dei software Microsoft Office e Internet Explorer sia nella versione Windows che in quella Mac OS. In aggiunta, è stato a lungo disponibile fra i download nel sito della Microsoft permettendone l'uso da parte di qualsiasi sistema che supportasse i caratteri TrueType. Come risultato, è ora installato nella maggior parte dei desktop computer. È ancora possibile scaricare il file ridistribuibile in un sito a parte (vedi la voce Core fonts for the Web).
Anche se ha delle somiglianze con i caratteri humanist sans-serif come ad esempio il Frutiger, Verdana è stato pensato per essere leggibile sullo schermo di un computer anche a basse risoluzioni. L'eliminazione delle grazie, la grande larghezza, le ampie proporzioni, la spaziatura larga e le distinzioni accentuate per i caratteri simili sono caratteristiche scelte per aumentare la leggibilità. Di conseguenza viene spesso scelto dai web designer che hanno bisogno di inserire molto testo in uno spazio piccolo. Infatti Verdana è molto più leggibile rispetto ad altri caratteri altrettanto diffusi e della stessa taglia il che talvolta porta al fatto che l'autore NON espliciti il Verdana come carattere della pagina, come conseguenza se il carattere non è presente viene selezionata una dimensione del carattere alternativo usato, che rende il testo spesso illeggibile. Secondo una ricerca, la disponibilità del Verdana è comunque del 94% su Windows (il che lo mette alla seconda posizione come carattere disponibile sulla piattaforma) e del 92,6% sui computer che usano Macintosh OS.
Un esempio dell'attenzione usata per rendere facilmente distinguibili i caratteri simili si ha nella 'I' (i) maiuscola, infatti anche se Verdana è un carattere sans-serif essa invece possiede le grazie. Questo fa sì che sia facile distinguerla da 'l' (elle minuscola) e da '1' (numero uno).
Il carattere Tahoma è simile al Verdana, ma gli spazi tra le lettere sono più stretti; altri caratteri simili includono Frutiger e Bitstream Vera Sans. Il carattere ha avuto una nomination per il Best Of British Design Award sulla BBC Two nel programma The Culture Show il 26 gennaio 2006.

## Bug nella combinazione dei caratteri
Verdana (v. 2.43) fa uso di una posizione scorretta riguardo alla combinazione dei segni diacritici, il che ne causa la visualizzazione dopo i caratteri invece che prima. Questo lo rende indisponibile per i testi che usano Unicode come ad esempio il cirillico o il greco. Se il Verdana è installato i segni diacritici seguenti sono visualizzati sopra la e invece che sulla a. Questo errore non viene rilevato se si usano le  lettere latine. Questo perché alcuni software di visualizzazione sostituiscono la combinazione del carattere base + segno con un carattere preimpostato.
Con Verdana: (presumendo che sia presente sul vostro pc)
а̀е а́е а̃е а̉е |
ὰε άε α̃ε α̉ε |
àe áe ãe ảe
In alcuni sistemi il browser Opera corregge automaticamente il bug del Verdana. Gli esempi precedente e seguente visualizzano lo stesso testo, sotto i segni "combinati" sono però al posto giusto.
Nel browser che state utilizzando:
ὰε άε α̃ε α̉ε |
(Nella prima riga le lettere sono in alfabeto cirillico, nella seconda in alfabeto greco e nella terza in alfabeto latino)